# اوپتن
اوپتن سردشت، روستایی از توابع بخش مرکزی شهرستان بشاگرد در استان هرمزگان ایران است.

## جمعیت
این روستا در دهستان سردشت قرار دارد و براساس سرشماری مرکز آمار ایران در سال ۱۳۸۵، جمعیت آن زیر سه خانوار بوده‌است.